# Saturn Awards 2001
La 27ª edizione dei Saturn Awards si è svolta il 12 giugno 2001 in California, per premiare le migliori produzioni cinematografiche e televisive del 2000.

## Vincitori e candidati
I vincitori sono indicati in grassetto, a seguire gli altri candidati.

### Film

#### Miglior film di fantascienza
- X-Men, regia di Bryan Singer[1]
- Il sesto giorno (The 6th Day), regia di Roger Spottiswoode
- The Cell - La cellula (The Cell), regia di Tarsem Singh
- L'uomo senza ombra (Hollow Man), regia di Paul Verhoeven
- Space Cowboys, regia di Clint Eastwood
- Titan A.E., regia di Don Bluth

#### Miglior film fantasy
- Frequency - Il futuro è in ascolto (Frequency), regia di Gregory Hoblit[2]
- Galline in fuga (Chicken Run), regia di Peter Lord e Nick Park
- Dinosauri (Dinosaur), regia di Ralph Zondag ed Eric Leighton
- The Family Man, regia di Brett Ratner
- Il Grinch (Dr. Seuss' How the Grinch Stole Christmas), regia di Ron Howard
- What Women Want - Quello che le donne vogliono (What Women Want), regia di Nancy Meyers

#### Miglior film horror
- Final Destination, regia di James Wong[3]
- Dracula's Legacy - Il fascino del male (Dracula 2000), regia di Patrick Lussier
- The Gift, regia di Sam Raimi
- Requiem for a Dream, regia di Darren Aronofsky
- Urban Legend - Final Cut, regia di John Ottman
- Le verità nascoste (What Lies Beneath), regia di Robert Zemeckis

#### Miglior film d'azione/avventura/thriller
- La tigre e il dragone (Wòhǔ Cánglóng), regia di Ang Lee[4]
- Charlie's Angels, regia di McG
- Il gladiatore (Gladiator), regia di Ridley Scott
- Il patriota (The Patriot), regia di Roland Emmerich
- La tempesta perfetta (The Perfect Storm), regia di Wolfgang Petersen
- Traffic, regia di Steven Soderbergh
- Unbreakable - Il predestinato (Unbreakable), regia di M. Night Shyamalan

#### Miglior attore
- Hugh Jackman - X-Men
- Arnold Schwarzenegger - Il sesto giorno (The 6th Day)
- Russell Crowe - Il gladiatore (Gladiator)
- Jim Carrey - Il Grinch (Dr. Seuss' How the Grinch Stole Christmas)
- Clint Eastwood - Space Cowboys
- Chow Yun-Fat - La tigre e il dragone (Wòhǔ Cánglóng)

#### Miglior attrice
- Téa Leoni - The Family Man
- Jennifer Lopez - The Cell - La cellula (The Cell)
- Cate Blanchett - The Gift
- Ellen Burstyn - Requiem for a Dream
- Michelle Pfeiffer - Le verità nascoste (What Lies Beneath)
- Michelle Yeoh - La tigre e il dragone (Wòhǔ Cánglóng)

#### Miglior attore non protagonista
- Willem Dafoe - L'ombra del vampiro (Shadow of the Vampire)
- Jason Alexander - Le avventure di Rocky e Bullwinkle (The Adventures of Rocky & Bullwinkle)
- Dennis Quaid - Frequency - Il futuro è in ascolto (Frequency)
- Giovanni Ribisi - The Gift
- Will Smith - La leggenda di Bagger Vance (The Legend of Bagger Vance)
- Patrick Stewart - X-Men

#### Miglior attrice non protagonista
- Rebecca Romijn - X-Men
- Rene Russo - Le avventure di Rocky e Bullwinkle (The Adventures of Rocky & Bullwinkle)
- Cameron Diaz - Charlie's Angels
- Lucy Liu - Charlie's Angels
- Hilary Swank - The Gift
- Ziyi Zhang - La tigre e il dragone (Wòhǔ Cánglóng)

#### Miglior attore emergente
- Devon Sawa - Final Destination
- Holliston Coleman - La mossa del diavolo (Bless the Child)
- Taylor Momsen - Il Grinch (Dr. Seuss' How the Grinch Stole Christmas)
- Spencer Breslin - Faccia a faccia (The Kid)
- Jonathan Lipnicki - Il mio amico vampiro (The Little Vampire)
- Anna Paquin - X-Men

#### Miglior regia
- Bryan Singer - X-Men[5]
- Ridley Scott - Il gladiatore (Gladiator)
- Ron Howard - Il Grinch (Dr. Seuss' How the Grinch Stole Christmas)
- Clint Eastwood - Space Cowboys
- Robert Zemeckis - Le verità nascoste (What Lies Beneath)
- Ang Lee - La tigre e il dragone (Wòhǔ Cánglóng)

#### Miglior sceneggiatura
- David Hayter - X-Men
- Karey Kirkpatrick - Galline in fuga (Chicken Run)
- Toby Emmerich - Frequency - Il futuro è in ascolto (Frequency)
- Billy Bob Thornton e Tom Epperson - The Gift
- David Franzoni, John Logan e William Nicholson - Il gladiatore (Gladiator)
- Hui-Ling Wang, James Schamus e Kuo Jung Tsai - La tigre e il dragone (Wòhǔ Cánglóng)

#### Miglior costumi
- Louise Mingenbach - X-Men
- Eiko Ishioka e April Napier - The Cell - La cellula (The Cell)
- Janty Yates - Il gladiatore (Gladiator)
- Rita Ryack e David Page - Il Grinch (Dr. Seuss' How the Grinch Stole Christmas)
- Caroline de Vivaise - L'ombra del vampiro (Shadow of the Vampire)
- Tim Yip - La tigre e il dragone (Wòhǔ Cánglóng)

#### Miglior trucco
- Rick Baker e Gail Rowell-Ryan - Il Grinch (Dr. Seuss' How the Grinch Stole Christmas)
- Rick Baker, Nena Smarz e Edie Giles - La famiglia del professore matto (Nutty Professor II: The Klumps)
- Ann Buchanan e Amber Sibley - L'ombra del vampiro (Shadow of the Vampire)
- Michèle Burke e Edouard F. Henriques - The Cell - La cellula (The Cell)
- Alec Gillis, Tom Woodruff Jr., Jeff Dawn e Charles Porlier - Il sesto giorno (The 6th Day)
- Gordon J. Smith e Ann Brodie - X-Men

#### Migliori effetti speciali
- Scott E. Anderson, Craig Hayes, Scott Stokdyk e Stan Parks - L'uomo senza ombra (Hollow Man)
- Michael Lantieri e David Drzewiecki - Il sesto giorno (The 6th Day)
- Kevin Scott Mack, Matthew E. Butler, Bryan Grill e Allen Hall - Il Grinch (Dr. Seuss' How the Grinch Stole Christmas)
- Stefen Fangmeier, Habib Zargarpour, Tim Alexander e John Frazier - La tempesta perfetta (The Perfect Storm)
- Michael L. Fink, Michael J. McAlister, David Prescott e Theresa Ellis - X-Men

#### Miglior colonna sonora
- James Horner - Il Grinch (Dr. Seuss' How the Grinch Stole Christmas)
- James Newton Howard - Dinosauri (Dinosaur)
- Hans Zimmer e Lisa Gerrard - Il gladiatore (Gladiator)
- Jerry Goldsmith - L'uomo senza ombra (Hollow Man)
- Hans Zimmer e John Powell - La strada per El Dorado (The Road to El Dorado)
- Tan Dun e Yo-Yo Ma - La tigre e il dragone (Wòhǔ Cánglóng)

### Televisione

#### Miglior serie televisiva trasmessa da una rete
- Buffy l'ammazzavampiri (Buffy the Vampire Slayer)
- Star Trek: Voyager
- Angel
- Roswell
- Dark Angel
- X-Files (The X-Files)

#### Miglior serie televisiva trasmessa via cavo
- Farscape
- Stargate SG-1
- Andromeda
- BeastMaster
- Invisible Man (The Invisible Man)
- Oltre i limiti (The Outer Limits)

#### Miglior presentazione televisiva
- A prova di errore (Fail Safe)
- Dune - Il destino dell'universo (Frank Herbert's Dune)
- L'altra dimensione (Sole Survivor)
- Giasone e gli argonauti (Jason and the Argonauts)
- Chi sono? Babbo Natale? (Santa Who?)
- Witchblade

#### Miglior attore televisivo
- Robert Patrick - X-Files (The X-Files)
- Kevin Sorbo - Andromeda
- David Boreanaz - Angel
- Ben Browder - Farscape
- Jason Behr - Roswell
- Richard Dean Anderson - Stargate SG-1

#### Miglior attrice televisiva
- Jessica Alba - Dark Angel
- Charisma Carpenter - Angel
- Sarah Michelle Gellar - Buffy l'ammazzavampiri (Buffy the Vampire Slayer)
- Claudia Black - Farscape
- Kate Mulgrew - Star Trek: Voyager
- Gillian Anderson - X-Files (The X-Files)

#### Miglior attore non protagonista televisivo
- James Marsters - Buffy l'ammazzavampiri (Buffy the Vampire Slayer)
- Alexis Denisof - Angel
- Anthony Head - Buffy l'ammazzavampiri (Buffy the Vampire Slayer)
- Michael Weatherly - Dark Angel
- Brendan Fehr - Roswell
- Michael Shanks - Stargate SG-1

#### Miglior attrice non protagonista televisiva
- Jeri Ryan - Star Trek: Voyager
- Juliet Landau - Angel
- Alyson Hannigan - Buffy l'ammazzavampiri (Buffy the Vampire Slayer)
- Michelle Trachtenberg - Buffy l'ammazzavampiri (Buffy the Vampire Slayer)
- Katherine Heigl - Roswell
- Amanda Tapping - Stargate SG-1

### Home media

#### Miglior edizione DVD/Blu-ray
- Princess Mononoke (もののけ姫)
- Ghost Dog - Il codice del samurai (Ghost Dog: The Way of the Samurai)
- Gojira 2000 - Millennium (ゴジラ2000 ミレニアム)
- La nona porta (The Ninth Gate)
- La profezia (The Prophecy 3: The Ascent)
- Scream 3

## Premi speciali
- Life Career Award:
  - Brian Grazer
  - Robert Englund
- George Pal Memorial Award: Sam Raimi
- President's Award: My Life with Count Dracula - Dustin Lance Black
- Special Award: L'ombra del vampiro (Shadow of the Vampire)